# 阿米熊蛛
阿米熊蛛（学名：Arctosa amylaceoides）为狼蛛科熊蛛属的动物。在中国大陆，分布于四川等地。该物种的模式产地在四川。